# R. David Zorc
R. David Paul Zorc (ur. 1943) – amerykański językoznawca specjalizujący się w językach austronezyjskich, zwłaszcza językach filipińskich. Wniósł wkład w austronezyjską lingwistykę historyczną.
Ukończył filozofię na Uniwersytecie Georgetown (1965). W 1971 r. uzyskał magisterium z językoznawstwa i antropologii na Uniwersytecie Cornella. Doktoryzował się w 1975 r. na podstawie pracy poświęconej językom bisajskim.